# Тангуа (Колумбия)
Тангуа (исп. Tangua) — город и муниципалитет на юго-западе Колумбии, на территории департамента Нариньо. Входит в состав Центральной провинции.

## История
Поселение, из которого позднее вырос город, было основано в 1840 году. Муниципалитет Тангуа был выделен в отдельную административную единицу в 1864 году.

## Географическое положение

Муниципалитет Тангуа

Город расположен в восточной части департамента, в горной местности Центральной Кордильеры, к юго-западу от вулкана Галерас, на расстоянии приблизительно 14 километров к юго-западу от города Пасто, административного центра департамента. Абсолютная высота — 2402 метра над уровнем моря.
Муниципалитет Тангуа граничит на северо-востоке с территорией муниципалитета Консака, на востоке — с муниципалитетом Пасто, на юге — с муниципалитетом Фунес, на западе — с муниципалитетом Якуанкер. Площадь муниципалитета составляет 239 км².

## Население
По данным Национального административного департамента статистики Колумбии, совокупная численность населения города и муниципалитета в 2015 году составляла 9629 человек.
Динамика численности населения муниципалитета по годам:
| 2005   | 2006   | 2007   | 2008   | 2009   | 2010   | 2011   | 2012   | 2013 | 2014 | 2015 |
| ------ | ------ | ------ | ------ | ------ | ------ | ------ | ------ | ---- | ---- | ---- |
| 10 892 | 10 746 | 10 620 | 10 502 | 10 373 | 10 251 | 10 130 | 10 003 | 9878 | 9758 | 9629 |

Согласно данным переписи 2005 года мужчины составляли 50,1 % от населения Тангуа, женщины — соответственно 49,9 %. В расовом отношении белые и метисы составляли 99,6 % от населения города; индейцы — 0,3 %; негры, мулаты и райсальцы — 0,1 %.
Уровень грамотности среди всего населения составлял 87,7 %.

## Экономика
Основу экономики Тангуа составляет сельское хозяйство.
64,8 % от общего числа городских и муниципальных предприятий составляют предприятия торговой сферы, 18,8 % — предприятия сферы обслуживания, 15,2 % — промышленные предприятия, 1,2 % — предприятия иных отраслей экономики.

## Транспорт
Через город проходит национальное шоссе № 25 (исп. Ruta Nacional 25).